# 陳慧琳Season 2演唱會
陳慧琳Season 2世界巡回演唱會為香港歌手陳慧琳第7次世界巡回演唱會，首站澳門於2023年9月30日及10月1日於銀河綜藝館舉行。她透露是次巡迴演唱會亦將會於美國、加拿大、馬來西亞、新加坡舉辦，香港站則於2025年舉辦，並特別改命名為渣打信用卡呈獻：陳慧琳Season 2 萬人結界演唱會。另外更邀請林家謙為演唱會特別製作全新主題曲<鳴謝你而不想說後悔>，並在2025年4月底派台。

## 發售

### 流程
香港站演唱會首八場可於2025年4月28日至5月2日以渣打銀行信用卡專屬優先訂票。八場門票反應熱烈，再加開7月25及26日兩場，門票將於5月29日全線公開發售。

### 票價
香港站票價分三種，分別為港幣$1280、$680和$480。

## 演出背景及內容
是次演唱會為主要慶祝陳慧琳入行30周年，與上一次香港個人演唱會Kelly Let's Celebrate世界巡迴演唱會2015相距十年，亦是繼陳慧琳Season 2世界巡迴演唱會後。

## 巡演地點
| 日期                          | 城市                 | 國家/地區            | 場地                       | 嘉賓                 | 附註                                               |
| 陳慧琳Season 2演唱會          | 陳慧琳Season 2演唱會 | 陳慧琳Season 2演唱會 | 陳慧琳Season 2演唱會       | 陳慧琳Season 2演唱會 | 陳慧琳Season 2演唱會                               |
| ----------------------------- | -------------------- | -------------------- | -------------------------- | -------------------- | -------------------------------------------------- |
| 亞洲                          |                      |                      |                            |                      |                                                    |
| 2023年9月30日                 | 澳門                 | 澳門                 | 銀河綜藝館                 | 馮德倫               | 首位華語女歌手於銀河綜藝館舉辦及連續舉辦兩場演唱會 |
| 2023年10月1日                 | 澳門                 | 澳門                 | 銀河綜藝館                 | 馮德倫               | 首位華語女歌手於銀河綜藝館舉辦及連續舉辦兩場演唱會 |
| 北美洲                        |                      |                      |                            |                      |                                                    |
| 2023年12月16日                | 拉斯維加斯           | 美国                 | 美高梅公園劇院             | 不適用               |                                                    |
| 2023年12月20日                | 華盛頓特區           | 美国                 | 美高梅國家海港賭場         | 不適用               |                                                    |
| 2023年12月24日                | 安卡斯維爾           | 美国                 | 康州金神體育館             | 不適用               |                                                    |
| 2023年12月30日                | 尼亞加拉瀑布城       | 加拿大               | 瀑布景觀赌場OLG大舞台      | 不適用               |                                                    |
| 亞洲                          |                      |                      |                            |                      |                                                    |
| 2024年2月24日                 | 廣州                 | 中国                 | 廣州體育館一號館           | 周筆暢               | 一分鐘內全數售罄                                   |
| 2024年3月23日                 | 上海                 | 中国                 | 梅賽德斯-奔馳文化中心      | 周傳雄               | 售罄                                               |
| 2024年3月29日                 | 雲頂                 | 马来西亚             | 雲頂雲星劇場               | 不適用               | 售罄                                               |
| 2024年3月30日                 | 雲頂                 | 马来西亚             | 雲頂雲星劇場               | 不適用               | 售罄                                               |
| 2024年4月26日                 | 深圳                 | 中国                 | 深圳湾体育中心体育館       | 側田                 | 售罄                                               |
| 2024年5月25日                 | 成都                 | 中国                 | 成都金融城演藝中心         | 不適用               |                                                    |
| 2024年6月15日                 | 佛山                 | 中国                 | 佛山國際體育文化演藝中心   | 不適用               | 售罄                                               |
| 陳慧琳Season 2 萬人結界演唱會 |                      |                      |                            |                      |                                                    |
| 亞洲                          |                      |                      |                            |                      |                                                    |
| 2025年7月11日                 | 香港                 | 香港                 | 紅磡香港體育館             | 鄭秀文               | 售罄                                               |
| 2025年7月12日                 | 香港                 | 香港                 | 紅磡香港體育館             | 盧瀚霆               | 售罄                                               |
| 2025年7月13日                 | 香港                 | 香港                 | 紅磡香港體育館             | 林峯                 | 售罄                                               |
| 2025年7月15日                 | 香港                 | 香港                 | 紅磡香港體育館             | 衛蘭                 | 售罄                                               |
| 2025年7月16日                 | 香港                 | 香港                 | 紅磡香港體育館             | 張敬軒               | 售罄                                               |
| 2025年7月18日                 | 香港                 | 香港                 | 紅磡香港體育館             | AGA                  | 售罄                                               |
| 2025年7月19日                 | 香港                 | 香港                 | 紅磡香港體育館             | 張家輝               | 售罄                                               |
| 2025年7月25日                 | 香港                 | 香港                 | 紅磡香港體育館             | 謝安琪               | 加場 售罄                                          |
| 2025年7月26日                 | 香港                 | 香港                 | 紅磡香港體育館             | 鄭伊健               | 加場 售罄                                          |
| 2025年7月27日                 | 香港                 | 香港                 | 紅磡香港體育館             | 馮德倫、草蜢         | 原定日期為7月20日，因颱風「韋帕」而延期舉行        |
| 2025年8月16日                 | 廣州                 | 中国                 | 寶能廣州國際體育演藝中心   | 方力申               | 售罄                                               |
| 2025年8月17日                 | 廣州                 | 中国                 | 寶能廣州國際體育演藝中心   | 梁詠琪               | 售罄                                               |
| 2025年8月30日                 | 深圳                 | 中国                 | 深圳湾体育中心“春茧”体育馆 |                      |                                                    |
| 2025年10月11日                | 東莞                 | 中国                 | 東莞銀行籃球中心           |                      |                                                    |
| 2025年10月18日                | 佛山                 | 中国                 | 佛山國際體育文化演藝中心   |                      |                                                    |

## 演出曲目

### Season 2演唱會
第一場：
Act 1: The Crown
Overture：Video Intro（風花雪、談情的價值 編曲元素）
1. Ask
2. 都是你的錯
3. 開始
4. 三秒鐘
5. 愛你愛的

Act 2: The Glory
1. 醉迷情人
2. 懦弱
3. 我的親人
4. 數到三就不哭
5. 伶仃

Act 3: The ThroneT
1. 談情的價值
2. 花花宇宙（Glorious 80's Mix）
3. 烈愛成灰

Guest
1. 北極雪（與馮德倫合唱）
2. 紀念日（與馮德倫合唱）

Act 4: The Garden
1. 愛情來了
2. 大日子
3. 誰願放手
4. 風眼
5. 風花雪

Act 5: The Home
1. 一切很美 只因有你
2. 最佳位置
3. 最愛演唱會
4. 記事本

Encore
1. 戀愛情色
2. 花花宇宙
3. 不如跳舞
4. 對你太在乎

第二場：
Act 1: The Crown
Overture：Video Intro（風花雪、談情的價值 編曲元素）
1. Ask
2. 都是你的錯
3. 開始
4. 三秒鐘
5. 愛你愛的

Act 2: The Glory
1. 醉迷情人
2. 懦弱
3. 我的親人
4. 數到三就不哭
5. 伶仃

Act 3: The ThroneT
1. 談情的價值
2. 花花宇宙（Glorious 80's Mix）
3. 烈愛成灰

Guest
1. 北極雪（與馮德倫合唱）
2. 紀念日（與馮德倫合唱）

Act 4: The Garden
1. 愛情來了
2. 大日子
3. 誰願放手
4. 風眼
5. 風花雪

Act 5: The Home
1. 一切很美 只因有你
2. 最佳位置
3. 最愛演唱會
4. 記事本

Encore
1. 戀愛情色
2. 不得了
3. 不如跳舞
4. 星夢情真
5. 對你太在乎

Act 1: The Crown
Overture：Video Intro（風花雪、談情的價值 編曲元素）
1. Ask
2. 都是你的錯
3. 愛你愛的
4. 數到三就不哭
5. 北極雪

Act 2: The Throne
1. 談情的價值
2. 花花宇宙（Glorious 80's Mix）
3. 醉迷情人
4. 懦弱
5. 伶仃

Guest
1. 紀念日（與Joey Tang合唱）
2. 紅色跑車（Joey Tang獨唱）
3. 留住我吧（Joey Tang獨唱）

Act 3: The Garden
1. 愛情來了
2. 大日子
3. 三秒鐘
4. 星夢情真
5. 對你太在乎

Act 4: The Home
1. 誰願放手
2. Last Christmas
3. 最佳位置
4. 最愛演唱會
5. 記事本

Encore
1. 戀愛情色
2. 不得了
3. 不如跳舞

Act 1: The Crown
Overture：Video Intro（風花雪、談情的價值 編曲元素）
1. Ask
2. 都是你的錯
3. 風眼
4. 醉迷情人
5. 伶仃
6. 時光厚禮

Act 2: The Throne
1. 談情的價值
2. 花花宇宙（Glorious 80's Mix）
3. 我的親人
4. 她比我醜
5. 希望
6. 再生花

Guest
1. 紀念日（與周筆暢合唱）
2. 路普（周筆暢獨唱）

Act 3: The Garden
1. 戀愛神經
2. 大日子
3. 隨身聽
4. 紅眼睛
5. 快樂情人
6. 星夢情真

Act 4: The Home
1. 薰衣草
2. 風花雪
3. 最佳位置
4. 最愛演唱會
5. 誰願放手
6. 有福氣

Encore
1. 戀愛情色
2. Shake Shake
3. 失憶周末

Act 1: The Crown
Overture：Video Intro（風花雪、談情的價值 編曲元素）
1. Ask
2. 都是你的錯
3. 有福氣
4. 愛你愛的
5. 時光厚禮

Act 2: The Throne
1. 談情的價值
2. 花花宇宙（Glorious 80's Mix）
3. 今生你作伴
4. 希望（國語版）
5. 偷心[註 1]

Act 3: The Garden
1. 愛情來了
2. 大日子
3. 謝謝你陪我那麼久
4. 星夢情真
5. 數到三就不哭
6. 製造浪漫

Act 4: The Home
1. 薰衣草
2. Love Paradise
3. 誰願放手

Guest
1. 北極雪（與周傳雄合唱）
2. 記事本（與周傳雄合唱）
3. 黃昏（周傳雄獨唱）

Encore
1. 戀愛情色
2. Shake Shake
3. 不如跳舞

第一場：
Act 1: The Crown
Overture：Video Intro（風花雪、談情的價值 編曲元素）
1. Ask
2. 都是你的錯
3. 時光厚禮
4. 風花雪
5. 伶仃

Act 2: The Throne
1. 談情的價值
2. 花花宇宙（Glorious 80's Mix）
3. 對你太在乎
4. 夏天的緋聞

Guest
1. 紀念日（與Joey Tang合唱）
2. 每一個說話（Joey Tang獨唱）

Act 3: The Garden
1. 愛情來了
2. 大日子
3. 隨身聽
4. 星夢情真
5. Love Paradise

Act 4: The Home
1. 記事本
2. 薰衣草
3. 最愛演唱會
4. 誰願放手
5. 有福氣

Encore
1. 戀愛情色
2. Shake Shake
3. 失憶周末

第二場：
Act 1: The Crown
Overture：Video Intro（風花雪、談情的價值 編曲元素）
1. Ask
2. 都是你的錯
3. 時光厚禮
4. 北極雪
5. 伶仃

Act 2: The Throne
1. 談情的價值
2. 花花宇宙（Glorious 80's Mix）
3. 對你太在乎

Guest
1. 紀念日（與Joey Tang合唱）
2. 每一個說話（Joey Tang獨唱）

Act 3: The Garden
1. 愛情來了＋戀愛神經
2. 大日子
3. 隨身聽
4. 星夢情真
5. Love Paradise

Act 4: The Home
1. 記事本
2. 薰衣草
3. 最愛演唱會
4. 誰願放手
5. 有福氣

Encore
1. 戀愛情色
2. Shake Shake
3. 失憶周末

Act 1: The Crown
Overture：Video Intro（風花雪、談情的價值 編曲元素）
1. Ask
2. 都是你的錯
3. 有福氣
4. 謝謝你陪我那麼久
5. 伶仃

Act 2: The Throne
1. 談情的價值
2. 花花宇宙（Glorious 80's Mix）
3. 對你太在乎
4. 快樂情人

Guest
1. 紀念日（與側田合唱）
2. 男人KTV（側田獨唱）

Act 3: The Garden
1. 戀愛神經
2. 大日子
3. 愛
4. 隨身聽
5. 再生花
6. 星夢情真

Act 4: The Home
1. 記事本
2. 薰衣草
3. 誰願放手
4. 最佳位置
5. 最愛演唱會

Encore
1. 戀愛情色
2. Shake Shake
3. 失憶周末
4. 風花雪

Act 1: The Crown
Overture：Video Intro（風花雪、談情的價值 編曲元素）
1. Ask
2. 都是你的錯
3. 謝謝你陪我那麼久
4. 愛你愛的
5. 有福氣

Act 2: The Throne
1. 談情的價值
2. 花花宇宙（Glorious 80's Mix）
3. 對你太在乎
4. 快樂情人

Guest
1. 製造浪漫（與Joey Tang合唱）
2. 愛一個人（與Joey Tang合唱）
3. 紅色跑車（Joey Tang獨唱）
4. 留住我吧（Joey Tang獨唱）

Act 3: The Garden
1. 愛情來了
2. 大日子
3. 星夢情真
4. 再生花
5. 對不起不是你

Act 4: The Home
1. 薰衣草
2. 北極雪
3. Love Paradise
4. 最佳位置
5. 最愛演唱會
6. 記事本

Encore
1. 戀愛情色
2. Shake Shake
3. 不如跳舞

Act 1: The Crown
Overture：Video Intro（風花雪、談情的價值 編曲元素）
1. Ask
2. 都是你的錯
3. 謝謝你陪我那麼久
4. 她比我醜
5. 伶仃
6. 有福氣

Act 2: The Throne
1. 談情的價值
2. 花花宇宙（Glorious 80's Mix）
3. 對你太在乎
4. 對不起不是你
5. 快樂情人
6. 再生花（與觀眾合唱）
7. 紀念日（與觀眾合唱）

Act 3: The Garden
1. 戀愛神經
2. 大日子
3. 我們都是這樣初戀的
4. 誰願放手
5. 隨身聽
6. 星夢情真

Act 4: The Home
1. 薰衣草
2. 嫁妝
3. Love Paradise
4. 最佳位置
5. 最愛演唱會
6. 記事本

Encore
1. 戀愛情色
2. Shake Shake
3. 失憶周末

### Season 2 萬人結界演唱會
第一場：
Part 1:
Overture：Video Intro（光年）
1. 一念天堂，二人結界
2. 談情的價值
3. 我敢去愛
4. 伶仃
5. 風花雪

Part 2:
1. Shake Shake
2. 花花宇宙
3. 對不起不是你
4. 薰衣草
5. 她比我醜

Part 3:
1. Medley: Season 2/有時寂寞/尾站天國/抱歉柯德莉夏萍/情人戰
2. 隨身聽
3. 別來無恙
4. Love Paradise
5. 嫁妝

Part 4:
1. ASK
2. 都是你的錯
3. 超級小黑咪
4. 紀念日（with SuperBand）
5. 我會掛念你
6. 星期五檔案

Part 5：
1. 鳴謝你而不想說後悔
2. 最愛演唱會
3. 誰願放手
4. 對你太在乎
5. 最佳位置

Guest
1. 我們都是這樣長大的（與鄭秀文合唱）
2. 終身美麗（鄭秀文獨唱）

Part 6:
1. 這班人
2. Medley: 天生戀愛狂/戀愛情色/Let's Celebrate/大日子/替換/高速情路
3. 失憶周末

第二場：
Part 1:
Overture：Video Intro（光年）
1. 一念天堂，二人結界
2. 談情的價值
3. 我敢去愛
4. 風花雪

Part 2:
1. Shake Shake
2. 花花宇宙
3. 有福氣
4. 薰衣草

Part 3:
1. Medley: Season 2/有時寂寞/誰願放手/抱歉柯德莉夏萍
2. 隨身聽
3. 別來無恙
4. Love Paradise
5. 嫁妝

Part 4:
1. ASK
2. 都是你的錯
3. 超級小黑咪
4. 紀念日（with SuperBand）
5. 我會掛念你
6. 星期五檔案

Part 5：
1. 最愛演唱會
2. 對你太在乎
3. 最佳位置

Guest
1. 深閨（與盧瀚霆合唱）
2. 你都有今日（盧瀚霆獨唱）

Part 6:
1. 這班人
2. Medley: 天生戀愛狂/戀愛情色/Let's Celebrate/大日子/替換
3. 失憶周末

第三場：
Part 1:
Overture：Video Intro（光年）
1. 一念天堂，二人結界
2. 談情的價值
3. 我敢去愛
4. 風花雪

Part 2:
1. Shake Shake
2. 花花宇宙
3. 有福氣
4. 薰衣草

Part 3:
1. Medley: Season 2/有時寂寞/誰願放手/抱歉柯德莉夏萍
2. 隨身聽
3. 別來無恙
4. Love Paradise
5. 嫁妝

Part 4:
1. ASK
2. 都是你的錯
3. 超級小黑咪
4. 紀念日（with SuperBand）
5. 我會掛念你
6. 星期五檔案

Part 5：
1. 最愛演唱會
2. 對你太在乎
3. 最佳位置

Guest
1. 再生花（與林峯合唱）
2. 愛在記憶中找你（林峯獨唱）

Part 6:
1. 這班人
2. Medley: 天生戀愛狂/戀愛情色/Let's Celebrate/大日子/替換
3. 失憶周末

第四場：
Part 1:
Overture：Video Intro（光年）
1. 一念天堂，二人結界
2. 談情的價值
3. 我敢去愛
4. 風花雪

Part 2:
1. Shake Shake
2. 花花宇宙
3. 伶仃
4. 薰衣草

Part 3:
1. Medley: Season 2/有時寂寞/情人戰/抱歉柯德莉夏萍
2. 隨身聽
3. 別來無恙
4. Love Paradise
5. 嫁妝

Part 4:
1. ASK
2. 都是你的錯
3. 超級小黑咪
4. 紀念日（with SuperBand）
5. 對不起不是你
6. 誰願放手

Part 5：
1. 最愛演唱會
2. 對你太在乎
3. 最佳位置

Guest
1. 心亂如麻（與衛蘭合唱）
2. The Best Version Of Me（衛蘭獨唱）

Part 6:
1. 這班人
2. Medley: 天生戀愛狂/戀愛情色/Let's Celebrate/大日子/替換
3. 失憶周末

第五場：
Part 1:
Overture：Video Intro（光年）
1. 一念天堂，二人結界
2. 談情的價值
3. 我敢去愛
4. 有福氣

Part 2:
1. Shake Shake
2. 花花宇宙
3. 伶仃
4. 薰衣草

Part 3:
1. Medley: Season 2/有時寂寞/情人戰/抱歉柯德莉夏萍
2. 隨身聽
3. 別來無恙
4. Love Paradise
5. 嫁妝

Part 4:
1. ASK
2. 都是你的錯
3. 超級小黑咪
4. 紀念日（with SuperBand）
5. 對不起不是你
6. 誰願放手

Part 5：
1. 最愛演唱會
2. 對你太在乎
3. 最佳位置

Guest
1. 風花雪（與張敬軒合唱）
2. 櫻花樹下（張敬軒獨唱）

Part 6:
1. 這班人
2. Medley: 天生戀愛狂/戀愛情色/Let's Celebrate/大日子/替換
3. 失憶周末

第六場：
Part 1:
Overture：Video Intro（光年）
1. 一念天堂，二人結界
2. 談情的價值
3. 我敢去愛
4. 有福氣

Part 2:
1. Shake Shake
2. 花花宇宙
3. 伶仃
4. 薰衣草

Part 3:
1. Medley: Season 2/有時寂寞/情人戰/抱歉柯德莉夏萍
2. 隨身聽
3. 別來無恙
4. Love Paradise
5. 嫁妝

Part 4:
1. ASK
2. 都是你的錯
3. 超級小黑咪
4. 紀念日（with SuperBand）
5. 對不起不是你
6. 誰願放手

Part 5：
1. 最愛演唱會
2. 對你太在乎
3. 最佳位置

Guest
1. The Lost Sunglasses（與AGA合唱）
2. Gas Station Diner（AGA獨唱）

Part 6:
1. 這班人
2. Medley: 天生戀愛狂/戀愛情色/Let's Celebrate/大日子/替換
3. 失憶周末

第七場：
Part 1:
Overture：Video Intro（光年）
1. 一念天堂，二人結界
2. 談情的價值
3. 我敢去愛
4. 有福氣

Part 2:
1. Shake Shake
2. 花花宇宙
3. 伶仃
4. 薰衣草

Part 3:
1. Medley: Season 2/有時寂寞/情人戰/抱歉柯德莉夏萍
2. 隨身聽
3. 別來無恙
4. Love Paradise
5. 嫁妝

Part 4:
1. ASK
2. 都是你的錯
3. 超級小黑咪
4. 紀念日（with SuperBand）
5. 對不起不是你
6. 誰願放手

Part 5：
1. 最愛演唱會
2. 對你太在乎
3. 最佳位置

Guest
1. 眼睛想旅行（與張家輝合唱）
2. 永遠的失眠（張家輝獨唱）

Part 6:
1. 這班人
2. Medley: 天生戀愛狂/戀愛情色/Let's Celebrate/大日子/替換
3. 失憶周末

第八場：
Part 1:
Overture：Video Intro（光年）
1. 一念天堂，二人結界
2. 談情的價值
3. 風眼
4. 風花雪

Part 2:
1. Shake Shake
2. 花花宇宙
3. 伶仃
4. 薰衣草

Part 3:
1. Medley: Season 2/有時寂寞/情人戰/抱歉柯德莉夏萍
2. 隨身聽
3. 別來無恙
4. Love Paradise
5. 嫁妝

Part 4:
1. ASK
2. 都是你的錯
3. 超級小黑咪
4. 紀念日（with SuperBand）
5. 對不起不是你
6. 誰願放手

Part 5：
1. 最愛演唱會
2. 對你太在乎
3. 最佳位置

Guest
1. 囍帖街（與謝安琪合唱）
2. 3/8（謝安琪獨唱）

Part 6:
1. 這班人
2. Medley: 天生戀愛狂/戀愛情色/Let's Celebrate/大日子/替換
3. 失憶周末

第九場：
Part 1:
Overture：Video Intro（光年）
1. 一念天堂，二人結界
2. 談情的價值
3. 風眼
4. 風花雪

Part 2:
1. Shake Shake
2. 花花宇宙
3. 伶仃
4. 薰衣草

Part 3:
1. Medley: Season 2/有時寂寞/情人戰/抱歉柯德莉夏萍
2. 隨身聽
3. 別來無恙
4. Love Paradise
5. 嫁妝

Part 4:
1. ASK
2. 都是你的錯
3. 超級小黑咪
4. 一切很美只因有你（SuperBand 獻唱）
5. 紀念日（with SuperBand）
6. 對不起不是你
7. 誰願放手

Part 5：
1. 最愛演唱會
2. 對你太在乎
3. 最佳位置

Guest
1. 甘心替代你（與鄭伊健合唱）
2. 發現（鄭伊健獨唱）

Part 6:
1. 這班人
2. Medley: 天生戀愛狂/戀愛情色/Let's Celebrate/大日子/替換
3. 失憶周末
4. Encore - You're The One

第十場：
Part 1:
Overture：Video Intro（光年）
1. 一念天堂，二人結界
2. 談情的價值
3. 風眼
4. 風花雪

Part 2:
1. Shake Shake
2. 花花宇宙
3. 伶仃
4. 薰衣草

Part 3:
1. Medley: Season 2/有時寂寞/情人戰/抱歉柯德莉夏萍
2. 隨身聽
3. 別來無恙
4. Love Paradise
5. 嫁妝

Part 4:
1. ASK
2. 都是你的錯
3. 超級小黑咪
4. 紀念日（with DRY ft. Joey & Pal）
5. 對不起不是你
6. 誰願放手

Part 5：
1. 最愛演唱會
2. 對你太在乎
3. 最佳位置

Guest
1. Medley: 熱力節拍Wow Bom Ba/打開天空（與草蜢合唱）
2. 老的辣（草蜢獨唱）

Part 6:
1. 這班人
2. Medley: 天生戀愛狂/戀愛情色/Let's Celebrate/大日子/替換
3. 失憶周末
4. Encore - 假天真
5. Encore - 飛天舞會

## 附註
1. ↑  原唱為張學友